# Fernando Cavalleri
Fernando Oscar Cavalleri Guerrero (* 8. September 1949 in Rosario; † 3. Oktober 2017 in Santiago) war ein argentinischer Fußballspieler und -trainer, der später auch die chilenische Staatsangehörigkeit annahm. Größter Erfolg war der Gewinn der venezolanischen Meisterschaft 1999 als Trainer von Deportivo Italchacao.

## Karriere

### Spieler
Cavalleri gab sein Profidebüt bei Morning Star in seiner Geburtsstadt Rosario. Anschließend spielte er von 1965 bis 1970 für Gimnasia LP, wo er mit Spielern wie Jorge Spedaletti, Hugo Gatti und Delio Onnis zusammenspielte. Im Jahr 1970 zog er nach Chile, um sich Universidad de Chile anzuschließen, unterschrieb jedoch letztendlich bei Antofagasta Portuario in der chilenischen Primera División.
Nach einem Aufenthalt in Bolivien bei Jorge Wilstermann, wo er Teil des Meisterteams 1972 war, kehrte er 1973 zu Antofagasta Portuario zurück. Bis zu seinem Karriereende 1984 lief er für weitere Vereine in Chile auf. Bei Deportes Concepción wurde er als historisch wichtige Person gekürt.

### Trainer
Cavalleri begann seine Trainerkarriere bei Paraná und anschließend Quilmes AC. Anschließend kehrte er nach Chile zurück, wo er bis 2010 arbeitete, unterbrochen von einem Aufenthalt in Venezuela in der Saison 1998/99 bei Deportivo Italchacao, mit dem er den Meistertitel gewinnen konnte.
Er war zudem Assistenztrainer von Nelson Acosta bei Unión Española 1993 und von César Vaccia in der chilenischen U20-Nationalmannschaft 2002/03. Bei der U20-Südamerikameisterschaft 2003 übernahm er die Leitung der chilenischen U20-Auswahl, da Vaccia die Verantwortung für die U17-Nationalmannschaft innehatte. Besonders herausragend war seine Zeit als Trainer von Deportes Concepción, bei denen er mehrmals tätig war, insgesamt 313 Spiele leitete und 1994 die Segunda División gewann. 2010 beendete Cavalleri seine Trainerkarriere bei den Rangers de Talca.

## Erfolge
Deportes Concepción
- Chilenischer Zweitligameister: 1994

Deportivo Italchacao
- Venezolanischer Meister: 1998/99

## Persönliches
Fernando Cavalleri ist der Onkel von Matías Cavalleri, ebenfalls Profifußballspieler.